# مومو (شخصیت)
مومو (به انگلیسی: Momo) یک شخصیت خیالی در مجموعهٔ پویانمایی تلویزیونی آواتار: آخرین بادافزار نیکلودئون است. این شخصیت و سریال توسط مایکل دانته دی‌مارتینو و برایان کونیتزکو ساخته شده است. صداپیشگی مومو توسط دی بردلی بیکر انجام شده است.
در نمایش، مومو یک لمور پرنده است که در فصل ۱، قسمت ۳، «معبد باد جنوبی» به تیم آواتار می‌پیوندد. آنگ، کاتارا، ساکا و آپا از معبد باد جنوبی دیدن می‌کنند تا به آنگ کمک کنند تا دوباره با عشایر باد ارتباط برقرار کند و مومو در حالی که گروه در حال کاوش است ظاهر می‌شود. ساکای گرسنه شروع به شکار مومو می‌کند در حالی که آنگ به تعقیب مومو می‌پردازد تا با او دوست شود. مومو بیشتر از زیستگاه بومی خود با عشایر باد اشتراک و وابستگی دارد.
طراحی مومو تا حدی تحت تأثیر شخصیت توتورو از پویانمایی همسایه من توتورو بوده است. مومو در درجه اول ترکیبی از لمور، خفاش و گربه است، اما کونیتزکو می‌خواست تا آنجا که ممکن است از جذابیت مومو استفاده کند، بنابراین برای الهام، به ویژگی‌های اغراق‌آمیز توتورو نگاه کرد.